# Louter leugens
Louter leugens is een in 1951 verschenen bundeling cursiefjes van Simon Carmiggelt, met een omslag van Hugh Jans. Het was na Tussen mal en dwaas uit 1949 het tweede en laatste boek dat de auteur bij uitgeverij De Bezige Bij liet verschijnen. In 1962 stelde de uitgeverij nog Tussen twee stoelen samen, een selectie uit beide boeken.

## Inhoud
De selectie bevat enkel reisverhalen: de afdeling 'Zuidwaarts' gaat over een reis naar Corsica en 'Hollanders in Parijs' beschrijft een busvakantie. 'De lege vioolkist' beschrijft een visite aan het huis van George Bernard Shaw, dat na diens overlijden in november 1950 gedeeltelijk voor het publiek was opengesteld. De afdeling 'In Amsterdam' heeft een titel waaronder ook veel verhaaltjes zouden vallen die elders in de bundel staan. De meeste humoristische verhaaltjes worden afgesloten met een pointe. Het thema van het misverstand in de intermenselijke communicatie krijgt gestalte in het verhaal van de saaie spreker die ten onrechte meent de lachers op zijn hand te hebben, omdat hij niet beseft dat zijn publiek lacht omdat buiten een clown zijn gebaren op komieke wijze nadoet ('In het publiek', paragraaf II).
Absurdistisch is de afdeling 'Een beetje verknipt', met als eerste onderdeel een schema voor een bizar oudejaarsavondprogramma, als tweede 'De mooie folklore' over het zogenaamde traditionele 'Septemberdruilen in Aalten': 'Het menu bestaat voornamelijk uit geconfijte veldmuizen, winterpeen, gepofte drostpinnen en gort, waarbij grote hoeveelheden zelf gebrouwen "druildril" - een sterk gegist aftreksel van tarwe en okkernoten - worden gedronken.'
De afdeling 'Op straat' kent drie verhalen met een schijnbaar onlogisch verloop en is opgedragen aan Willy Walden.

## Schrijfstijl
De beeldende schrijfstijl levert typeringen op als persoonsbeschrijvingen door middel van vergelijkingen: 'De ober, Rembrandts man met de helm, blootshoofds' (onderdeel II van 'In het publiek'), 'Het jongetje keek terug of Van het Reve hem geschreven had' (onderdeel II van 'Huiselijk'). Soms is er sprake van een uitvoerige vergelijking, zoals die van 'een uit louter gezellige rondingen bestaande mevrouw, wier hele wezen uitstraalt dat ze bij het zien van Hamlet alleen heeft gedacht: "Je zult zo'n kasteel toch moeten schoonhouden"' (onderdeel III van 'In het publiek'). De knorrige treinconducteur die in de oorlog enkele SS'ers in de volle niet-roken coupé sommeert hun sigaretten uit te maken, spreekt hen 'tot de zéér merkbare verrukking van de hele wagon' aan 'op een toon, waarin alle ijzeren wielen van de Nederlandse Spoorwegen schenen mee te knarsen'.

## Receptie
In de periode dat Louter leugens, waarvan de prijs ƒ2,50 bedroeg, verscheen, bracht Carmiggelts andere uitgever, De Arbeiderspers, een Carmiggelt-omnibus uit waarin vier eerdere uitgaven voor ƒ6,90 werden aangeboden, te weten Honderd dwaasheden, Allemaal onzin, Klein beginnen en de gedichtenbundel Het jammerhout van Carmiggelts alter ego Karel Bralleput. Dit leidde tot enkele recensies waarin beide uitgaven werden besproken en Carmiggelts kwaliteiten gewogen, zoals die van H.A. Gomperts in Het Parool. Gomperts was ingenomen met Carmiggelts humor, maar merkte aan het slot van zijn recensie op dat 'de werkelijke Carmiggelt' misschien toch het beste tot zijn recht kwam in de navrante gedichten van Bralleput. Het was De Volkskrant ontgaan dat de uitgaven van verschillende uitgeverijen waren, wel benadrukte de krant het leesplezier van de uitgaven en merkte op dat Carmiggelt zijn collega-humoristen in productiviteit achter zich had gelaten. De Telegraaf prees Carmiggelts 'prachtige kolder, die niet zonder "reason" is.' Volgens de krant zat Carmiggelts kracht in zijn gebruik van understatement, zijn liefde voor de underdog, zijn oog voor het opgeblazene in mensen, en in zijn van ijdelheid verschoonde zelfspot. 'Het criterium is wel dat men hem altijd het eerst opzoekt in de krant, waarin hij zijn kronieken schrijft.'

## Publicatiegeschiedenis
Na het succes van Carmiggelts eerste bundels bij uitgeverij De Arbeiderspers redeneerde Het Parool dat, aangezien Carmiggelt bij de krant in vaste dienst was, de auteursrechten van zijn werk bij de krant lagen. Nadat de krant zelf de slecht gemaakte, snel uit elkaar vallende bundel Kronkels kronkelpaden had gemaakt, werd besloten in zee te gaan met een uitgeverij van boeken die eveneens uit het verzet was voortgekomen. Na Tussen mal en dwaas uit 1949, de eerste van twee bundels die bij De Bezige Bij verschenen, was Louter leugens de tweede en laatste. Nadat deze bundels niet het succes hadden opgeleverd dat de auteur bij De Arbeiderspers ten deel was gevallen, gaf de krant hem de auteursrechten terug en was hij vrij terug te keren naar die uitgeverij.
De bundel beleefde enkele herdrukken in de jaren na eerste publicatie. In 1962 bracht De Bij onder de titel Tussen twee stoelen een selectie uit Louter leugens en Tussen mal en dwaas. Volgens Het vrije volk waren echter ook een paar verhaaltjes 'vervangen door latere'.
In 1983 stelde Carmiggelt een bloemlezing samen uit al zijn bundels, Mag 't een ietsje meer zijn? Uit Louter leugens koos hij vier verhalen: 'Een lachsucces', 'In het publiek', Héél vroeger' en  'De mooie folklore'.